# Andrej Pečnik
Andrej Pečnik (* 27. září 1981 Dravograd, SFR Jugoslávie) je slovinský fotbalový obránce a bývalý reprezentant, který působí v rakouském klubu FC Großklein.
Jeho mladší bratr Nejc Pečnik je také fotbalista a představil se rovněž i ve slovinském národním týmu.

## Klubová kariéra
- NK Dravograd (mládežnické týmy)
- NK Dravograd 2000–2001
- NK Celje 2002–2009
- SK Sigma Olomouc 2004–2006
- NK Maribor 2006–2007
- FC Politehnica Iași 2008–2009
- ŠK Slovan Bratislava 2010–2011
- FC Volgar Astrachaň 2011–2013
- SAK Klagenfurt 2013–2014
- FC Großklein 2014–

## Reprezentační kariéra
V A-mužstvu Slovinska debutoval 17. 8. 2005 v přátelském zápase ve Swansea proti týmu Walesu (porážka 0:1). Celkem odehrál v letech 2005–2006 za slovinský národní tým 4 zápasy, gól nevstřelil.